# Kerrin Lee-Gartner
Kerrin Lee-Gartner, född den 21 september 1966 i Trail, British Columbia, är en kanadensisk utförsåkare.
Hon tog OS-guld i damernas störtlopp i samband med de olympiska utförstävlingarna 1992 i Albertville.